# Margrit Zimmermann
Margrit Zimmermann (geboren am 7. August 1927 in Bern, gestorben am 23. Februar 2020 in Belp) war eine Schweizer Komponistin, Dirigentin, Pianistin und Musikpädagogin.

## Werdegang
Die Eltern von Margrit Zimmermann waren die Köchin Ida Zimmermann (geborene Niklaus) und der Schreiner Emil Zimmermann. Auf Wunsch der Eltern absolvierte sie zunächst eine Ausbildung als Schneiderin, bevor sie sich der Musik zuwendete. In Bern studierte sie bei Jeanne Bovet Klavier und bei Walter Furrer Komposition, um dann in Lausanne bei Denise Bidal und Alfred Cortot ihr Studium fortzusetzen. 1952 erwarb sie an der Ecole Normale de Musique in Paris ein Klavierdiplom und studierte gleichzeitig bei Arthur Honegger Komposition. Sie schloss Dirigenten-Kurse in Bern bei Ewald Körner, bei Igor Markevitch in Monte Carlo und Hans Swarowski in Ossiach an. Am Konservatorium Giuseppe Verdi in Mailand konnte sie, nach weiteren Studien bei Aurelio Maggioni und Umberto Rotondi und einer speziellen Operndirigentinnenausbildung bei Umberto Cattini, 1978 das Kompositionsdiplom Diploma di composizione erlangen. 1973 gründete sie ein Orchester in Bern. Sie erhielt zahlreiche kompositorische Werkaufträge und arbeitete als Komponistin, Dirigentin und Dozentin für Musiktheorie und Klavier.

## Werk
Margrit Zimmermanns Kompositionen sind für alle Instrumental- und Vokalformationen und für alle Musikgattungen mit Ausnahme der Oper geschrieben. Sie suchte neue Klang- und Melodieverbindungen, komponierte atonal, mit traditioneller Instrumentalbesetzung, in traditioneller Notenschrift unter Verwendung eigener Zeichen und einem speziellen Vierteltonsystem. Sie komponierte am Klavier. Ihr Werk bianchi-neri op 36 setzt die schwarzen und die weissen Klaviertasten gegeneinander. Die Schweizer Musikzeitung veröffentlichte 2020 unter dem Tiel Die Nachtwerkerin einen Artikel über das Schaffen der Künstlerin: „Ihre Klangsprache bewegt sich im nichttonalen, dissonanten Grenzgebiet. Sie ist geprägt durch die horizontalen und vertikalen Schichtungen von Quarten und Septimen, folglich auch von deren Umkehrungen, Quinten und Sekunden. Klangliche Erweiterungen setzte die Komponistin spielerisch-improvisatorisch im Sinn pointierender Effekte ein und schrieb dafür in den Partituren eigene Zeichen mit vorangestellten Erklärungen. Da rasselt mal zum Klavierspiel eine schwere Kette oder müssen Unterarme über die Tasten gerollt werden, Bläser und Streicher in Vierteltönen spielen. Der Organisation, Stimmung und Verwendung der Vierteltonmusik widmete sie eine theoretische Arbeit und grafische Darstellungen.“
Das Werkverzeichnis Margrit Zimmermanns ist bei dem Schweizerischen Musikinformationszentrum zu finden, Informationen über sie sind in der Schweizerischen Nationalphonothek abrufbar, Kompositionen sind zugänglich in der Bibliothek der HKB Bern.

## Preise und Auszeichnungen
Sie wurde 1986 mit dem Preis der Jubiläumsstiftung der Schweizerischen Bankgesellschaft gewürdigt, 1987 war sie Preisträgerin des ersten Internationalen Komponistinnen-Wettbewerbs der Stadt Unna und gewann den Komponistinnen-Preis der Stadt Kassel. 1989 wurde sie von der Japan International League of Artists in Tokio geehrt.

## Werke
- Drei Lieder, op. 5 (1977–78)
- Musica per nove archi, op. 17 (1977)
- Suoni, op. 4 (1978)
- Quartetto d'archi Nr. 1, op. 7 (1979–1982)
- Introduzione, Allegro, Episodio I - II - III, Alla marcia et Fugato.
- Introduzione e Allegro, op. 12 (1979), Sinfonie für großes Orchester
- Der Politiker: Braucht der Mensch Freiheit?, op. 6 (1979), für eine Sprechstimme, Kontrabass und Klavier
- Musica, op. 8 (1980), für Violoncello und Klavier
- Per Sei, op. 9 (1980), für Flöte, Violine, Bratsche, Violoncello, Klavier und Pauke
- Quartetto d'archi Nr. 2, op. 11 (1980)
- Quartetto d'archi Nr. 3, "Il giuoco", op. 16 (1981)
- Black Box, op. 19 (1981–82), für Oboe, Klarinette, Horn und Fagott
- Capriccio, op. 19 (1982), für eine Stimme und Klavier
- Duetto, op. 26 (1982), für Violoncello und Gitarre
- Spiegelungen des Tages, op. 34 (1984/90)
- Fantasia duetto, op. 29 (1984), für Flöte und Gitarre
- Pezzi Brevi, op. 30 (1984), für Gitarre
- Bianchi-Neri, op. 36 (1984), für Klavier
- Pensieri, op. 31 (1984),  3 Sonette für Tenor, Gitarre und Flöte
- Plis, op. 37 (1985), Sinfonie für Tenor- und Soloinstrumente
- Dialog, op. 38 (1985),  für Flöte und Klavier
- Fuori Dentro, op. 70 (1985), für Klavier
- Visione, op. 32 (1985), für Gitarre und Klavier
- Sonate für Violine solo, op. 33 (1985)
- Pizzicato, op. 68 (1985), für Violine
- Orphische Tänze, op. 43 (1986), Quintett für Flöte, Klarinette, Bratsche, Violoncello und Klavier
- Aus dem Tagebuch einer Prinzessin, op. 44 (1986), für Klavier
- Rapsodie, op. 41 (1986), für Solovioline, Gitarre, 2 Violinen, Bratsche, Violoncello und Kontrabass
- L'illusione per violoncello solo, op. 42 (1986)
- Gehen/Sucht/Morgen, op. 45 (1986), Trio für Altstimme, Violoncello und Klavier
- Panta Rhei, op. 39 (1987), für Violine solo, Sopran, Frauenchor und Orgel
- Pianorama, op. 59 (1987), Konzert für Klavier und Streichorchester
- Die Gestundete Zeit, op. 52 (1987), für Gesangs- und Instrumentalensemble
- Piano Time, op. 46 (1987), Toccata für Klavier solo
- Cloccachorda, op. 40 (1987), für Klavier
- Quadriga, op. 51 (1987), für Klavier
- Spuren innerer Kreise, op. 53 (1988), für 16 Stimmen
- Murooji per chitarra solo, op. 57 (1988)
- Alle 7 Jahre, op. 58 (1989), für Sopran und Klavier
- Rhapsodie For Two, op. 52 (1990), für Klarinette und Klavier
- Wo sich berühren Raum und Zeit, op. 60 (1990),für neun Frauenstimmen
- Triptychon, op. 58 (1990), für Posaune und Orgel
- Serenade, op. 62 (1992), für Flöte und Klavier
- In Urbis Honorem, op. 61 (1992), für gemischten Chor und Orchester nach Texten aus Das Jahr der Stadt von Georg Schaeffner
- Incontro, op. 93 (1992), Duettino für Flöte und Euphonium
- Gesänge der Liebe, op. 102 (1994–1995), für Sopran und Klavier
- Italiam! Italiam!, op. 106 (1995), für eine Sprechstimme, Klarinette und Militärtrommel
- OMEGA: dentro fuori, op. 57 (1996),  für Flöte (mit Streichereffekten im Klavier)
- Capriccio, op. 63 (1998–1999), für Klavier
- Il Flauto magico, op. 77, 1 (1999), für Flöte
- Allegro Giocoso, op. 100 (2000), für Klavier
- Esperanza, op. 102 (2000), für Flöte

## Diskografie
Margrit Zimmermann: Zeitspur, Musik: Hanni Schmid-Wyss, Klavier; Noël Bach, Tenor; David Aguilar, Flöte; Michael Erni, Gitarre; Livschitz Quartett; Schweizer Kammer Solisten, 890699  SCHWEIZER FRAUEN MUSIK, Archivnummer bei der Schweizerischen Nationalphonothek (CD1665)